# Harold Solomon
Pour les articles homonymes, voir Solomon.
Harold Solomon, né le 17 septembre 1952 à Washington, est un ancien joueur de tennis professionnel américain.
Son style de jeu était très défensif, fondé avant tout sur son endurance physique, et sa capacité à renvoyer toutes les balles. Ses meilleurs résultats en grand chelem consistent en une finale à Roland-Garros en 1976, perdue contre Adriano Panatta 1-6, 4-6, 6-4, 6-7, et une demi-finale à l'US open en 1977.
En 1980, Solomon atteint son meilleur classement, en devenant no 5 mondial. Il devient également cette année-là président de l'ATP pendant 3 ans.
Il a entraîné au début des années 1990 de nombreux joueurs et joueuses. Il a notamment collaboré avec Mary Joe Fernández, Jennifer Capriati, Monica Seles, Jim Courier, Ryan Sweeting, Daniela Hantuchová et Anna Kournikova.
Il a créé une académie d'entraînement de tennis, The Harold Solomon Tennis Institute à Fort Lauderdale.

## Parcours dans les tournois duGrand Chelem

### En simple
| Année | Open d'Australie | Open d'Australie | Internationaux de France | Internationaux de France | Wimbledon       | Wimbledon   | US Open         | US Open       | Open d'Australie | Open d'Australie |
| ----- | ---------------- | ---------------- | ------------------------ | ------------------------ | --------------- | ----------- | --------------- | ------------- | ---------------- | ---------------- |
| 1972  | —                | —                | 1/4 de finale            | M. Orantes               | 1er tour (1/64) | J. Gisbert  | 2e tour (1/32)  | T. Okker      | n.o.             | n.o.             |
| 1973  | —                | —                | 3e tour (1/16)           | A. Ashe                  | —               | —           | 1er tour (1/64) | R. Laver      | n.o.             | n.o.             |
| 1974  | —                | —                | 1/2 finale               | B. Borg                  | 1er tour (1/64) | M. Orantes  | —               | —             | n.o.             | n.o.             |
| 1975  | —                | —                | 1/4 de finale            | B. Borg                  | —               | —           | 1/8 de finale   | J. Connors    | n.o.             | n.o.             |
| 1976  | —                | —                | Finale                   | A. Panatta               | —               | —           | 1er tour (1/64) | B. Martin     | n.o.             | n.o.             |
| 1977  | —                | —                | 1/8 de finale            | J. Higueras              | 1er tour (1/64) | S. Docherty | 1/2 finale      | G. Vilas      | —                | —                |
| 1978  | n.o.             | n.o.             | 3e tour (1/16)           | Gildemeister             | —               | —           | 1/8 de finale   | B. Borg       | —                | —                |
| 1979  | n.o.             | n.o.             | 1/8 de finale            | V. Pecci                 | —               | —           | 1/8 de finale   | P. Dupré      | —                | —                |
| 1980  | n.o.             | n.o.             | 1/2 finale               | B. Borg                  | —               | —           | 1/8 de finale   | I. Lendl      | —                | —                |
| 1981  | n.o.             | n.o.             | 1er tour (1/64)          | A. Panatta               | —               | —           | 3e tour (1/16)  | V. Gerulaitis | —                | —                |
| 1982  | n.o.             | n.o.             | 2e tour (1/32)           | P. McNamara              | —               | —           | 3e tour (1/16)  | I. Lendl      | —                | —                |
| 1983  | n.o.             | n.o.             | —                        | —                        | —               | —           | 1er tour (1/64) | J. Kriek      | —                | —                |
| 1984  | n.o.             | n.o.             | 3e tour (1/16)           | J. Aguilera              | —               | —           | —               | —             | —                | —                |
| 1985  | n.o.             | n.o.             | —                        | —                        | —               | —           | —               | —             | —                | —                |
| 1986  | n.o.             | n.o.             | —                        | —                        | 1er tour (1/64) | J. Canter   | —               | —             | n.o.             | n.o.             |

N.B. : à droite du résultat se trouve le nom de l'ultime adversaire.

### En double
| Année | Open d'Australie | Open d'Australie | Internationaux de France  | Internationaux de France  | Wimbledon                | Wimbledon            | US Open                  | US Open           |
| ----- | ---------------- | ---------------- | ------------------------- | ------------------------- | ------------------------ | -------------------- | ------------------------ | ----------------- |
| 1972  | —                | —                | 1er tour (1/32) A. Olmedo | B. Prajoux P. Apey        | —                        | —                    | —                        | —                 |
| 1973  | —                | —                | 2e tour (1/16) E. Dibbs   | S. Likhachev A. Metreveli | —                        | —                    | —                        | —                 |
| 1974  | —                | —                | 2e tour (1/16) E. Dibbs   | B. Borg A. Metreveli      | 1er tour (1/32) E. Dibbs | M. Cox J. Kamiwazumi | —                        | —                 |
| 1975  | —                | —                | 1/4 de finale E. Dibbs    | J. Alexander P. Dent      | —                        | —                    | 1er tour (1/32) E. Dibbs | T. Roche A. Stone |

N.B. : le nom du ou de la partenaire se trouve sous le résultat ; le nom des ultimes adversaires se trouve à droite.